# Hubbardia idria
Hubbardia idria är en spindeldjursart som beskrevs av Paul Reddell och James Cokendolpher 1991. Hubbardia idria ingår i släktet Hubbardia och familjen Hubbardiidae. Inga underarter finns listade i Catalogue of Life.